# Kaising (Greding)

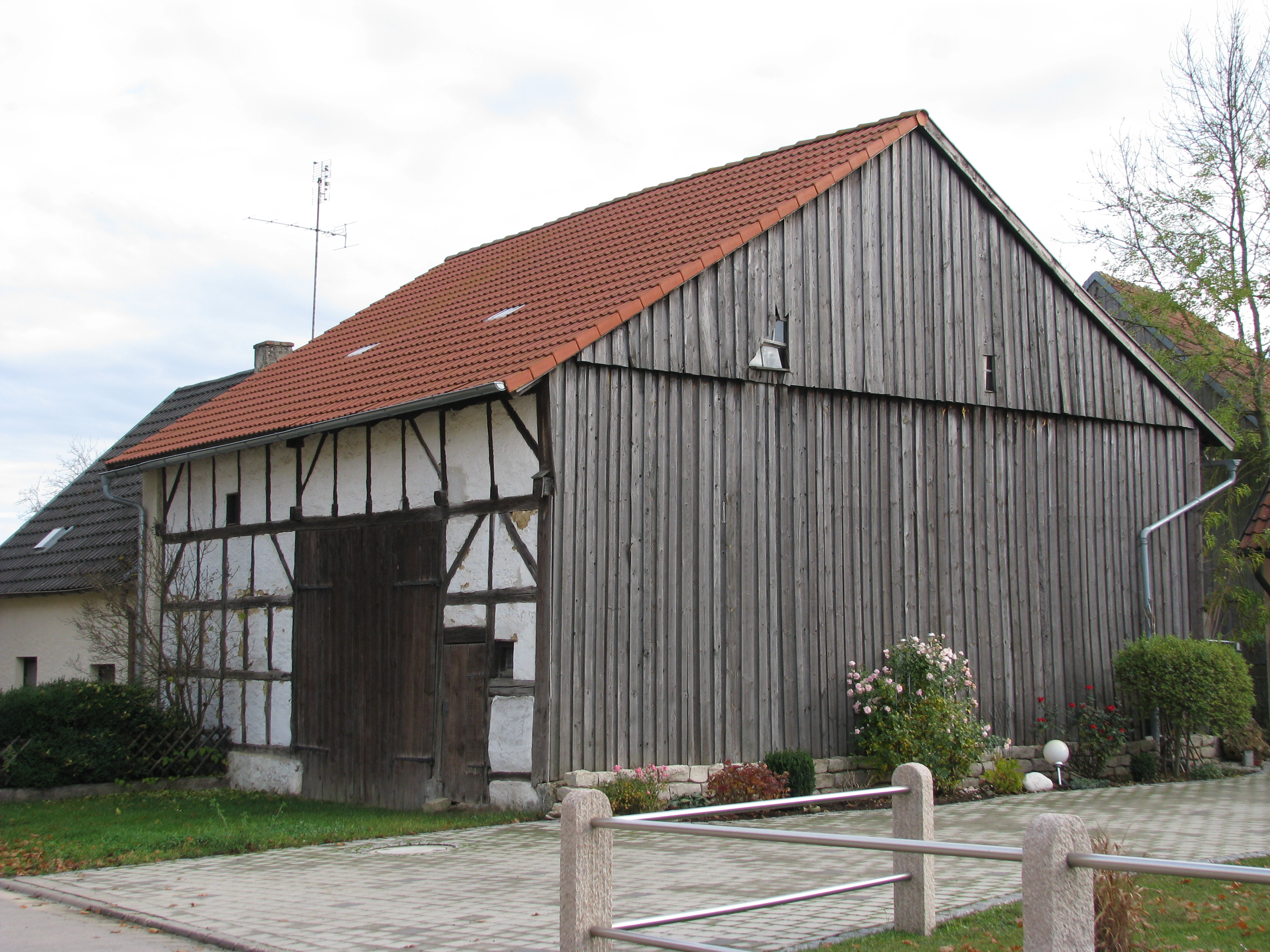
Fachwerkstadel im Dorf

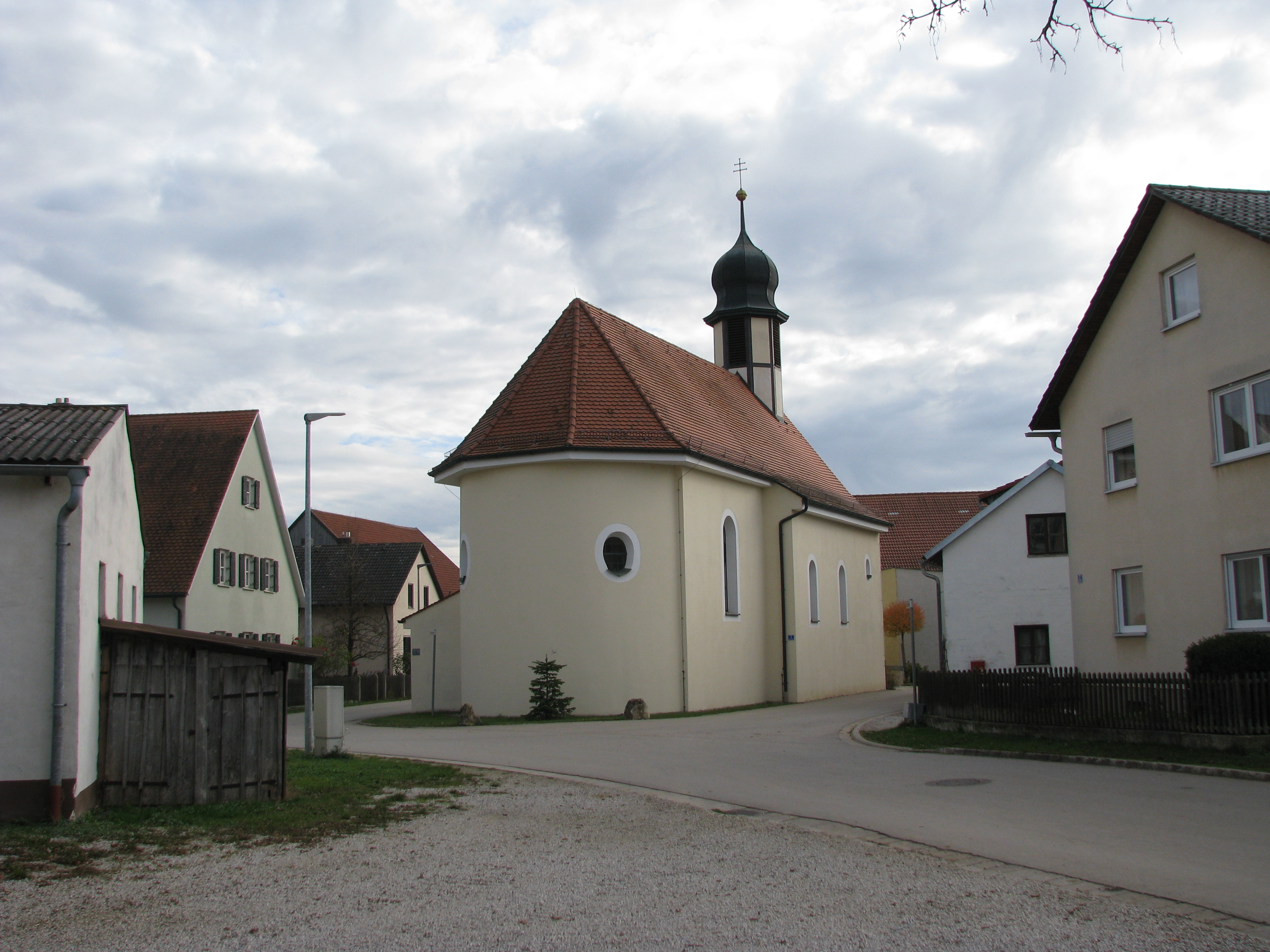
Ortskirche „Unbefleckte Empfängnis Mariens“

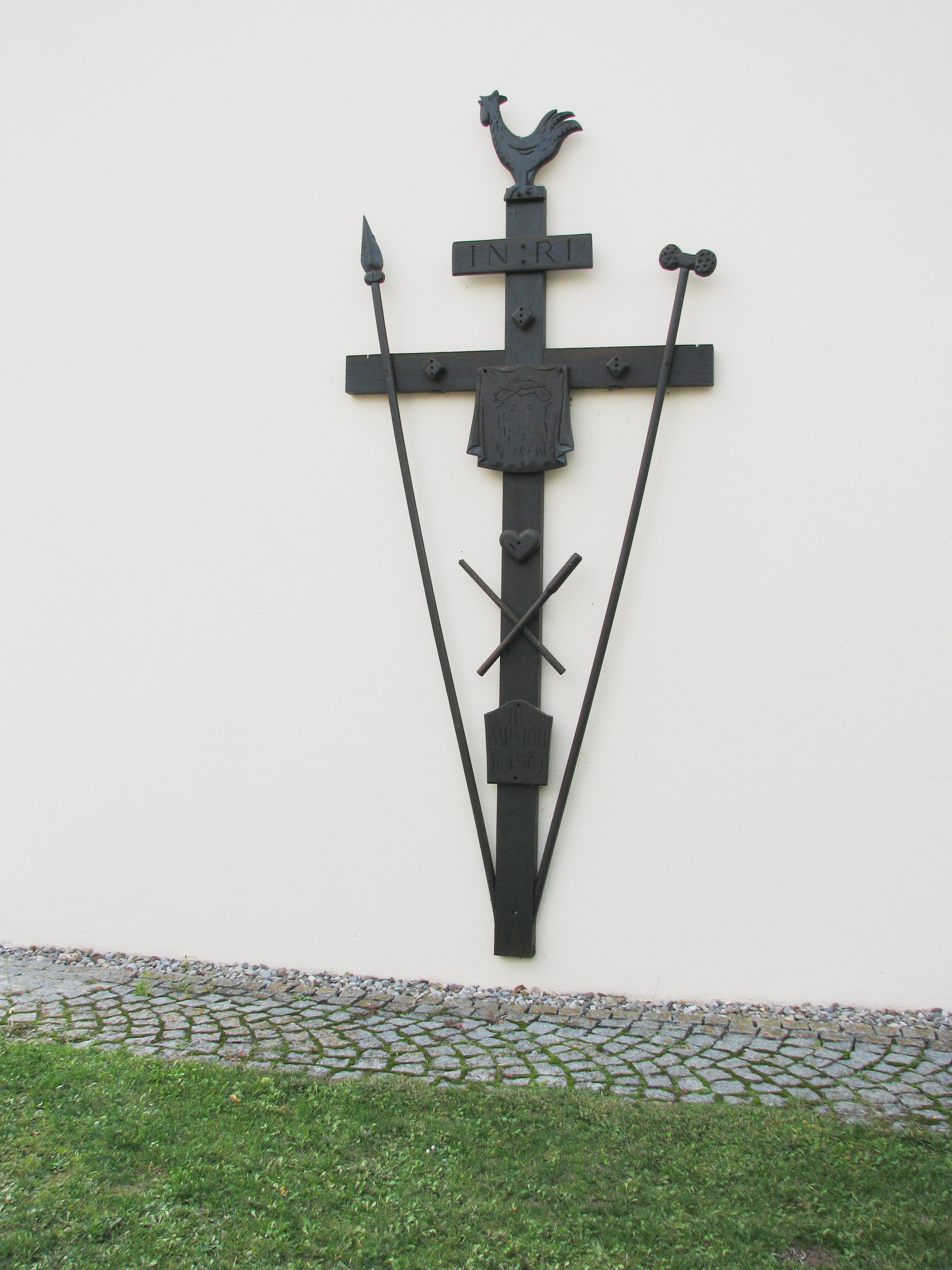
Arma Christi-Kreuz an der Ortskirche

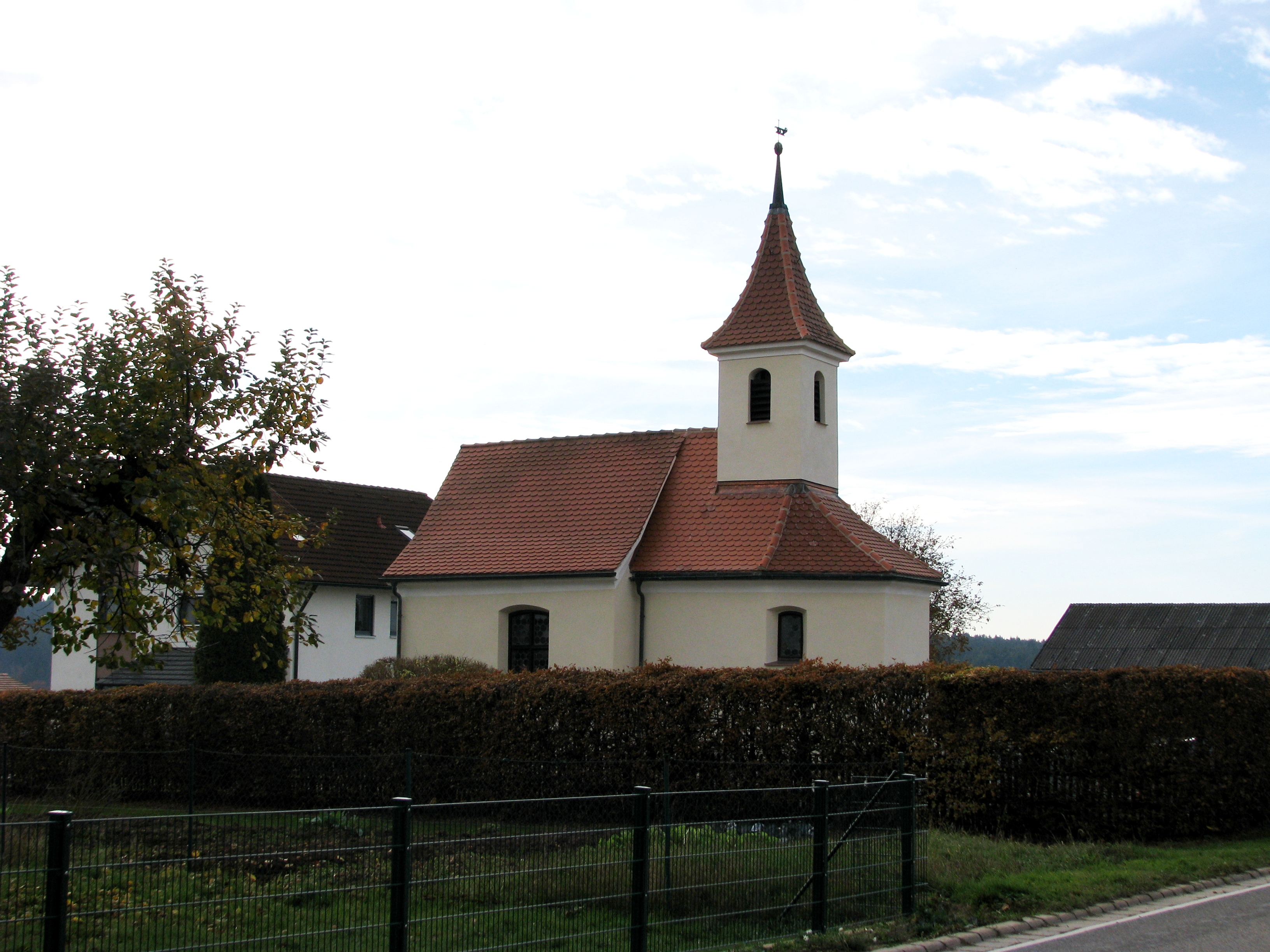
Mariahilf-Kapelle

Kaising ist ein Gemeindeteil der Stadt Greding und eine Gemarkung im Landkreis Roth (Mittelfranken, Bayern). Die Gemarkung Kaising hat eine Fläche von 3,558 km² und ist in 376 Flurstücke aufgeteilt, die eine durchschnittliche Flurstücksfläche von 9462,15 m² haben.

## Lage
Das Kirchdorf liegt auf der Hochfläche der südlichen Frankenalb östlich des Gemeindesitzes Greding und nordwestlich von Beilngries. Die Kreisstraße RH 29/EI 23 führt nach Wiesenhofen bzw. nach Greding zur Staatsstraße 2227. Eine Gemeindeverbindungsstraße führt nach Hirschberg.

## Geschichte
Kaising, im Zuge der baierischen Landnahme wohl als Sippensiedlung eines Kiso oder Gaiso entstanden, war vermutlich Bestandteil des fränkischen Reichsgutes Greding, denn noch im Jahr 1306 wird das Dorfgericht dem Reich zugesprochen. Als 1311 Greding an das Hochstift Eichstätt kam, erhielt der Bischof das Dorfgericht, das in der Folge vom Richteramt Greding verwaltet wurde. Die hohe Gerichtsbarkeit lag beim Oberamt Hirschberg-Beilngries. 1336 erwarb das Kloster Seligenporten den Zehent von Kaising. Ende des 18. Jahrhunderts teilten sich sieben Grundherrschaften den Besitz der 21 Kaisinger Höfe: das Richteramt Greding besaß neun Anwesen, von denen vier zur Ehehaft und zum Kastenamt Hirschberg gehörten, das bischöfliche Kastenamt Kipfenberg zwei Anwesen, das bischöfliche Kastenamt Beilngries ein Halbhöfl, ein Köblergut und zwei Gütl, das Domkapitel Eichstätt zwei Anwesen, das Klosterrichteramt Plankstetten zwei Anwesen, das herzogliche Kastenamt Sulzbürg ein Leerhaus, also ohne nennenswerten Grundbesitz, und das Kloster Gnadenberg einen Hof. Letzterer, der „Gnadenberger Hof“, gehörte ursprünglich (seit 1330) dem Kloster Seligenporten durch Kauf der Äbtissin Anna von Ulrich Schenk von Geyern zu Stossenberg; 1671 kam er an das Kloster Gnadenberg, besser gesagt durch Zuweisung der Regierung an das Kloster der Salesianerinnen in München als Rechtsnachfolgerin.
Im Zuge der Säkularisation kam 1802 das untere Hochstift und in ihm Greding mit Kaising an den Großherzog Erzherzog Ferdinand III. von Toskana und 1806 an das neue Bayern und darin an das Landgericht Beilngries. Ab 1809 bildete Kaising zusammen mit Wiesenhofen und Kaldorf den Steuerdistrikt Wiesenhofen, ab 1811 eine Ruralgemeinde. Aus dieser schied Kaising 1818 aus und war in der Folgezeit wieder eine selbstständige Ruralgemeinde. Zum 1. Oktober 1857 wechselte diese vom Landgericht Beilngries zum Landgericht Greding. 1875 wurden im Dorf 15 Pferde, 117 Stück Rindvieh, 245 Schafe, 64 Schweine und zwei Ziegen gehalten. Die Kinder gingen nach Landerzhofen zur Schule.
Mit der bayerischen Kreisgebietsreform, die am 1. Juli 1972 in Kraft trat, kam Greding, seit dem 1. April 1971 mit dem eingegliederten Kaising, aus dem aufgelösten Landkreis Hilpoltstein in den neu gebildeten Landkreis Roth.

### Einwohnerentwicklung von Kaising
- 1638: 5 Untertanen[11]
- 1830: 110 Einwohner in 22 Anwesen[12]
- 1871: 101 Einwohner in 23 Wohngebäuden[13]
- 1910: 121 Einwohner[14]
- 1937: 100 Einwohner[15]
- 1939: 102 Einwohner[16]
- 1950: 127 Einwohner in 21 Anwesen[17]
- 1987: 101 Einwohner[18]
- 2009: 114 Einwohner[19]
- 2013: 101 Einwohner[19]
- 2016: 108 Einwohner[19]

## Baudenkmäler
- Die katholische Ortskirche mit dem Patrozinium „Unbefleckte Empfängnis Mariens“ ist eine Filiale der Pfarrei Greding, Dekanat Roth-Schwabach, Diözese Eichstätt; die Filialkirchenstiftung wurde 1923 errichtet.[20] 110 Katholiken wohnten 2007 im Ort. 1846 wurde in der Dorfmitte eine Kapelle errichtet, die 1923 durch den Anbau eines Langhauses eine Erweiterung auf 8 × 4 Meter erfuhr.[21] In den sechseckigen Dachreiter mit Kuppel wurden damals zwei Glocken installiert. Renovierungen fanden 1933 und 2009 statt. Das Deckengemälde aus 1933 stammt von Josef Wittmann, München; es zeigt die Begegnung Marias mit Elisabeth. Der zweisäulige Altar ist eine „gute Barockschöpfung des späten 17. Jahrhunderts“ (Mader, Kunstdenkmäler, S. 199).
- Die Mariahilf-Kapelle in der Marienstraße 1 wurde wohl im 17. Jahrhundert erbaut. Nachdem sie eingefallen war, wurde sie 1748 mit Dachreiter und Spitzhelm über dem Chor wieder aufgebaut. Für 1753 wird berichtet, dass das Marienbild als „wundertätig“ besucht wird. Gemäß einer Legende soll das Bild eine Wendung der Augen, der Hände und des Zepters gezeigt haben.[22] Der Barock-Altar stammt aus dem späten 17. Jahrhundert.[23]

## Natur

### Kaisinger Tal
Südwestlich des Dorfes liegt das „Kaisinger Tal“. Hier hat der Kaisinger Brunnenbach einige Sinterterrassen gebildet. Durch das Tal mit einem alten Wasserwerk und einem Steinbruch führt ein Natur-Lehrpfad mit Informationsstationen. Ein Teil des Tales ist vom Bayerischen Landesamt für Umwelt als Geotop 576A004 ausgewiesen. Siehe auch die Liste der Geotope im Landkreis Roth.

## Vereine
- Sportfreunde Kaising 1979 e. V.
- Freiwillige Feuerwehr Kaising